# Río Cuero
El Río Cuero, también conocido como el río Cuero y Salado, es un río hondureño que nace del río Aguán en Los Perritos en el departamento de Yoro y que desemboca en la costa caribeña del norte de Honduras en el departamento de Atlántida. La desembocadura está ubicada un poco al este de San Juan Pueblo y al este del refugio de vida silvestre Cuero y Salado.